# نسیم محمد علی الجعبری
نسیم محمد علی الجعبری (به انگلیسی: Nasim Muhammad Ali Jaabari)، یک فلسطینی بود که همراه با یک مبارز دیگر در یک حمله ی استشهادی به دو اتوبوس، بیش از یکصد نفر را کشته و زخمی‌کردند.
الجعبری در سال ۱۳۶۱ در فلسطین متولد شد. در ۱۰ شهریور ۱۳۸۳ (۱۴ رجب ۱۴۲۵) به همراه احمد عبدالعفو القواسمه (Ahmad Qawasme) با گذشتن از دیوار امنیتی اسرائیل و ایستگاه‌های متعدد ایست و بازرسی خود را به شهر یهودی‌نشین بئرشبع در جنوب اسرائیل رساندند و به همراه خود، ۱۷اسراییلی را کشتند و بیش از ۸۰ نفر را مجروح کردند.
در میان کشته شدگان، یک کودک ۴ ساله، و در میان مجروحین ۱۸ کودک دبستانی قرار داشتند. گروه شبه‌نظامی حماس مسئولیت این حمله را بر عهده گرفت.